# Deng Zhong
Pour les articles homonymes, voir Deng.
Dans ce nom chinois, le nom de famille, Deng, précède le nom personnel.
Deng Zhong (230 - janvier 264), fils de Deng Ai. En l’an 256, lors de la quatrième campagne militaire de Jiang Wei contre les Wei, il fut envoyé avec Shi Zuan dans la vallée de Duan afin de tendre une embuscade aux Shu. Comme prévu, Jiang Wei se rendit dans la vallée et fut piégé. Il fut toutefois secouru par Xiahou Ba et put ainsi se retirer des territoires ennemies. À la suite de cette victoire, Deng Zhong fut promu duc de Ting. 
Par la suite, il suivit son père dans les invasions des Shu qui suivirent. Il vint briser notamment le siège de Jiang Wei sur Changcheng en se faisant passer pour son père et lors de la sixième campagne de Jiang Wei contre les Wei, fut envoyé avec Shi Zuan pour attaquer le camp de gauche des Shu, ce qu’ils firent avec succès. 
Enfin, il participa à l’assaut final sur le royaume des Shu où il ouvrit le passage aux troupes de son père à travers les montagnes de Yinping. Il combattit ensuite Zhuge Zhan à Mianzhu, mais subit deux défaites consécutives contre ce dernier et Deng Ai dut compléter la victoire. Peu après, Deng Zhong se fit prendre captif en même temps que son père et fut assassiné par les hommes de Tian Xu, non loin de Mianzhu.

## Informations complémentaires

### Autres articles
- Trois Royaumes de Chine et Chroniques des Trois Royaumes
- Personnalités du royaume de Wei